# Choerades ignea
Choerades ignea là một loài ruồi trong họ Asilidae. Choerades ignea được Meigen miêu tả năm 1820. Loài này phân bố ở vùng Cổ Bắc giới.